# Żleb przed Skokiem

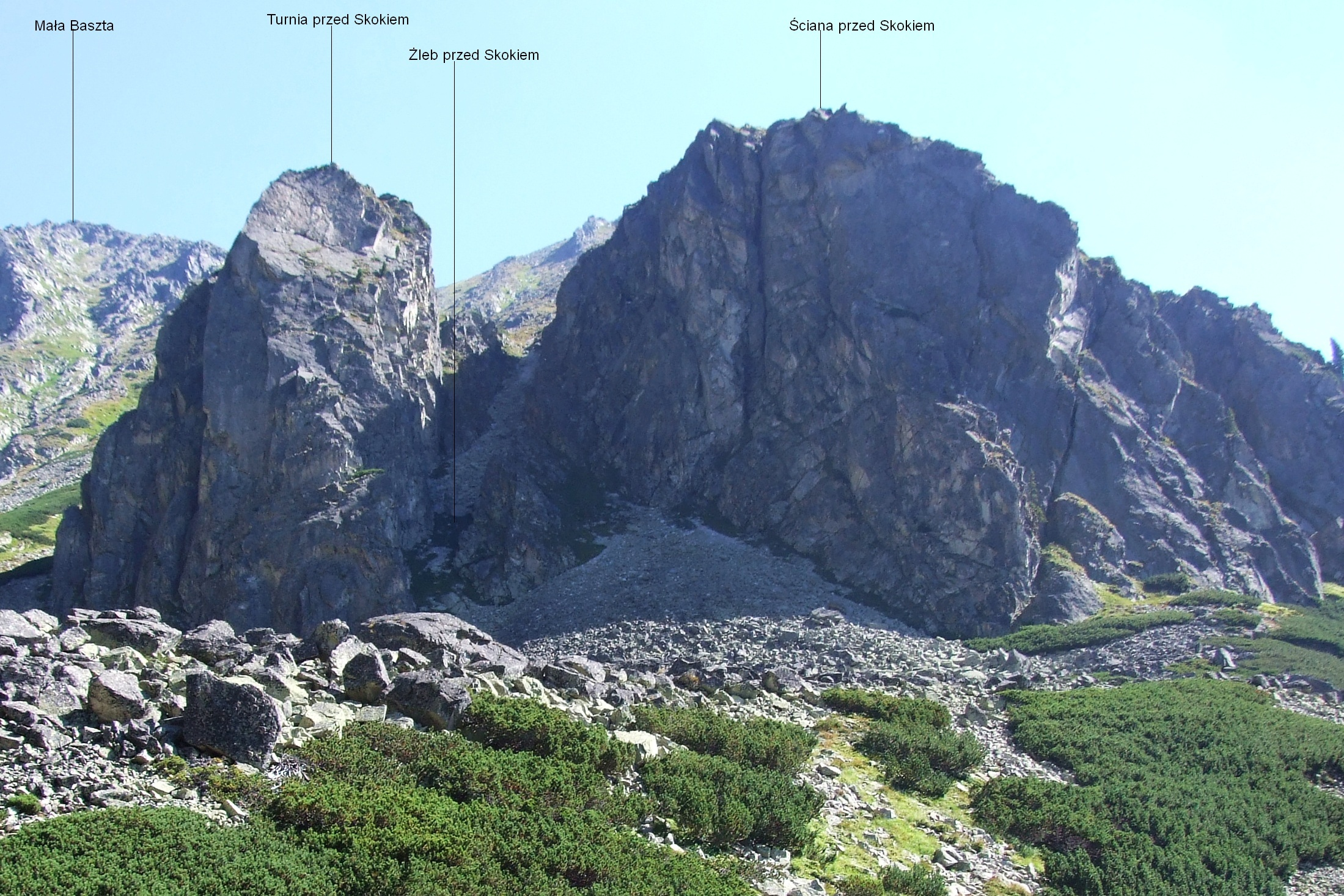

Żleb przed Skokiem – żleb w zachodnim zboczu Skrajnej Baszty w Grani Baszt w słowackich Tatrach Wysokich. Znajduje się pomiędzy Turnią przed Skokiem a Ścianą przed Skokiem w lewym zboczu Doliny Młynickiej poniżej Wodospadu Skok. 
Jest to głęboki żleb o stromych ścianach bocznych, w dolnej części dochodzących do 100 m wysokości. Prowadzi nim droga wspinaczkowa Zachodnim zboczem, z Pośredniej Polany; 0-, od szlaku 1 godz. 30 min.